# Cmentarz rzymskokatolicki Matki Bożej Nieustającej Pomocy w Łodzi
Cmentarz rzymskokatolicki pw. Matki Bożej Nieustającej Pomocy w Łodzi – cmentarz w Łodzi. Znajduje się w dzielnicy Bałuty, na osiedlu Bałuty Zachodnie, przy ul. Szczecińskiej 96/100.

## Opis
Cmentarz jest jednym z dwóch cmentarzy w sąsiedztwie ulicy Szczecińskiej – drugi z nich cmentarz komunalny Szczecińska położony jest przy ul. Hodowlanej 28/30. Cmentarz pw. Matki Boskiej Nieustającej Pomocy przynależy do parafii Matki Bożej Nieustającej Pomocy w Łodzi. powstał w 1949 r. Został ujęty w Gminnej Ewidencji Zabytków miasta Łodzi. Jego powierzchnia wynosi 22 ha.
Na cmentarzu znajduje się kaplica pw. Matki Bożej Nieustającej Pomocy (ul. Szczecińska 100).  Z cmentarzem sąsiaduje Zespół Przyrodniczo-Krajobrazowy „Dolina Sokołówki”.

## Pochowani na cmentarzu rzymskokatolickim Matki Boskiej Nieustającej Pomocy w Łodzi
- Andrzej Adamiak (1960 – 2020) – gitarzysta basowy, wokalista, kompozytor, lider grupy muzycznej Rezerwat
- Zygmunt Fijas (1910 – 1985) – polski poeta, prozaik, satyryk
- Jan Hencz (1946 – 2010) – aktor teatralny, filmowy i telewizyjny
- Andrzej Jędrzejczak (1950 – 2016) – radny Rady Miejskiej w Łodzi
- Janusz Kantorski (1944 – 2018) – trener koszykówki
- Wincenty Klita (1901 – 1980) – major Wojska Polskiego
- Zbigniew Klusek (1963 – 2019) – fizyk
- Igor Kowalewski (1976 – 2012) – działacz społeczny
- Kazimierz Kowalski (1951 – 2021) – śpiewak operowy
- Wojciech Krawczyk (1970 – 2021) – polski muzyk i wokalista, lider zespołu Homomilitia
- Bogusław Michalonek (1959 – 2015) – polski wokalista punk rockowy, lider zespołu Phantom
- Adam Nahlik (1929 – 1980) – archeolog, dyrektor Centralnego Muzeum Włókiennictwa w Łodzi
- Józef Osiński (1910 – 1979) – artysta malarz, grafik
- Jan Pakuła (1930 – 2016) – dziennikarz i działacz społeczny
- Krzysztof Pankiewicz (1951 – 2009) – wspinacz, alpinista i himalaista
- Hugo Pill (1890 – 1980) – architekt, inżynier budownictwa
- Werner Proske (1933 – 2021) – lekkoatleta, sprinter i płotkarz
- Janusz Skoszkiewicz (1922 – 1990) – poeta i powieściopisarz
- Jan Skotnicki (1941 – 2021) – lekarz, historyk boksu i publicysta
- Grzegorz Stelmaszewski (1963 – 2017) – aktor niezawodowy
- Czesław Taborek (1915 – 1982) – polski bokser
- Krystyna Tamulewicz (1933 – 2021) – dziennikarka radiowa
- Jadwiga Turszańska (1901 – 1986) – pisarka i nauczycielka
- Jan Aleksander Wajand (1929 – 2019) – inżynier
- Jan Wszędyrówny (1916 – 1983) –duchowny, prowincjał pasjonistów
- Jacek Zejdler (1955 – 1980) – aktor
- Kazimierz Załęski (1914 – 1977) – kapitan piechoty Wojska Polskiego i Armii Krajowej